# Der neue Schuh

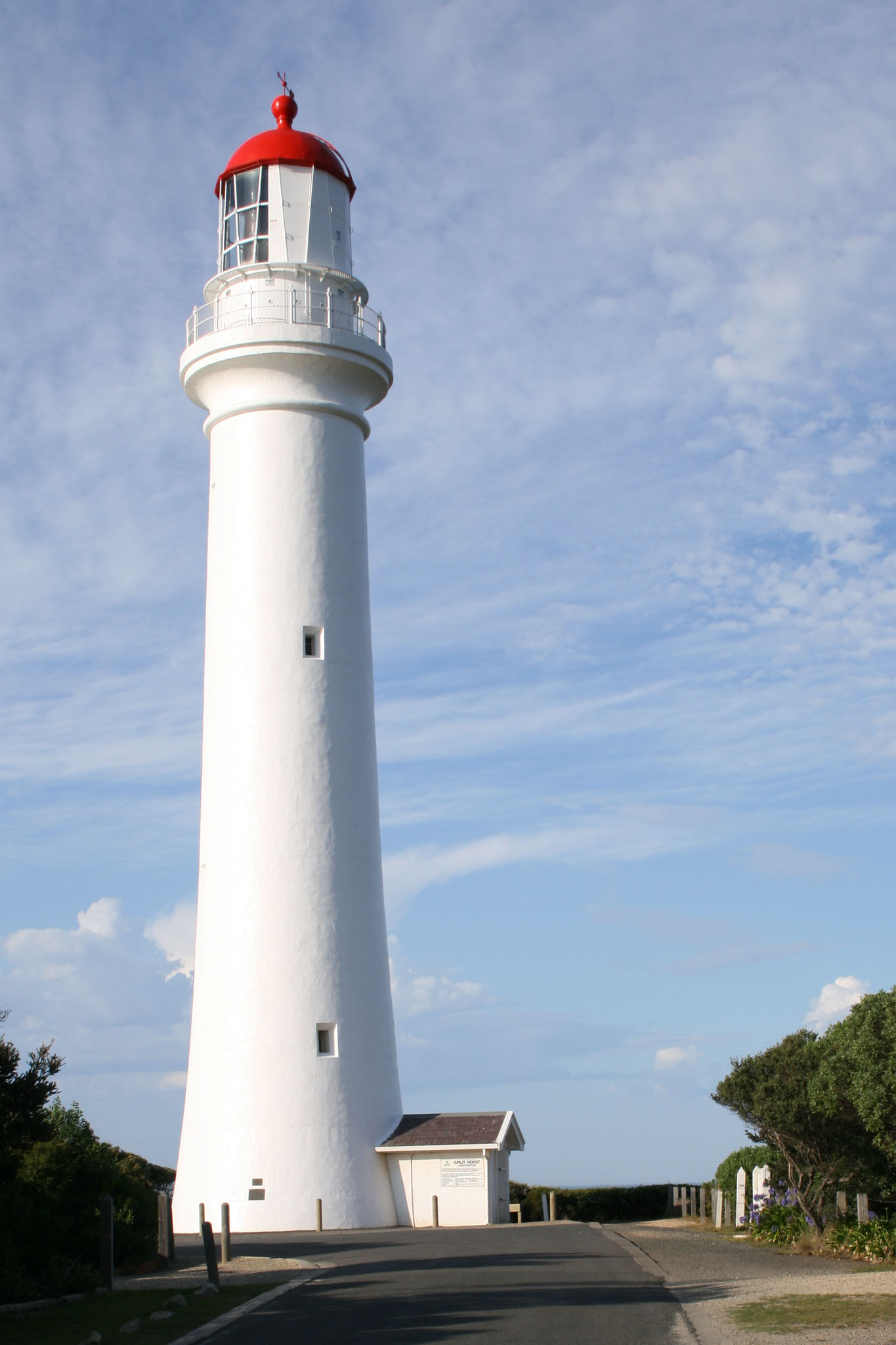
Split Point-Leuchtturm, Fundort der ersten Leiche

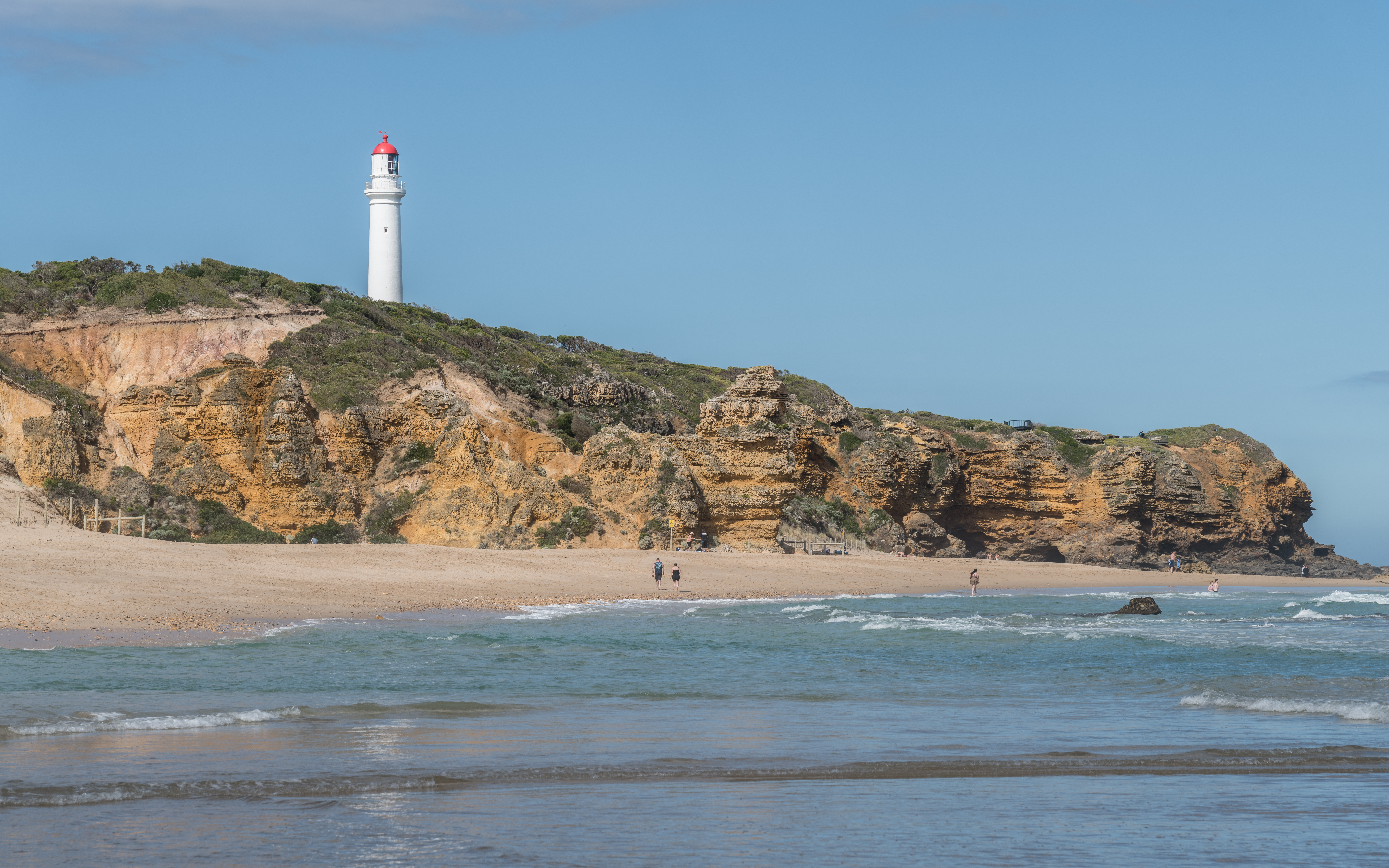
Die Klippen von Splitpoint, ein zentraler Ort der Handlung

Der neue Schuh, in der englischsprachigen Originalfassung: The New Shoe, ist ein Kriminalroman des australischen Schriftstellers Arthur W. Upfield und der fünfzehnte, in dem er den Detektiv „Bony“ ermitteln lässt.

## Kontexte
Der Roman spielt im Mai 1950. Ort der Handlung ist die kleine, abgelegene Gemeinde, Split Point (heute: Aireys Inlet), an der Südküste des australischen Bundesstaats Victoria. Die einzigen öffentlichen Einrichtungen vor Ort sind das Hotel und der Split Point-Leuchtturm. Selbst die örtliche Schule wurde geschlossen. Die wenigen Einwohner kennen sich alle untereinander und sind Fremden gegenüber sehr misstrauisch. In diesem Umfeld wird bei Wartungsarbeiten in einem Wandschrank des Leuchtturms, der zum Aufbewahren von Werkzeug und Ersatzteilen dient, eine nackte, männliche Leiche gefunden. Niemand kennt den Toten, es gibt keine Anhaltspunkte zu seiner Identität und auch die Veröffentlichung von Fotos in der Presse bringt keine Ergebnisse.

## Personen

### Ermittler
In dieser Situation erbittet der Chef der Kriminalpolizei von Victoria, Bolt, die Hilfe von Bony, der zur Polizei von Queensland gehört. Bony quartiert sich im örtlichen Hotel unter dem Namen „Mr. Rawlings“ als urlaubender Schafzüchter aus New South Wales ein. Treuer Begleiter bei seinen Ermittlungen wird der zum Hotel gehörende Hund Stug, der Bony zu den ersten Anhaltspunkten führt, mit denen er der Identität des unbekannten Toten näher kommt.
Der nächste Polizeiposten befindet sich in dem Touristen-Ort Lorne. Dessen Beamte spielen aber nur randlich eine Rolle.

### Die anderen
Zum Personal des Romans gehören vor allem die Einwohner von Split Point, einige davon werden als sehr skurril dargestellt. So ist es das Hauptanliegen des Dorfschreiners, für alle Einwohner besonders schöne Särge zu schreinern. Auch Bony erhält ein entsprechendes Angebot.

## Handlung
Es ist klar, dass der Täter gute Ortskenntnis gehabt haben muss. Die Einwohner von Split Point geben sich aber verschlossen. Bony findet schließlich heraus, wer das Opfer ist und dass die Ursachen für die Tat weit außerhalb von Split Point liegen. Hier aber kulminiert das Drama in örtlichen Verwicklungen, die zu zwei weiteren Toten führen.

## Ausgaben
- Soweit nicht anders angegeben, stammen die nachfolgenden Angaben zu den englischsprachigen Ausgaben aus dem Katalog der Australischen Nationalbibliothek.[4]
  - Doubleday, Garden City 1951 (Publikation für The Crime Club).
  - Heinemann, London 1952.
  - Victorian Association of Braille Writers, South Yarra, Vic., 1954 (in Brailleschrift)
  - Pan Books, London 1955. ISBN 0-330-10716-X
  - Berkley, New York 1964.
  - Heinemann, London 1968.
  - Mystery Library, 1976.[5]
  - University Extension, University of California, San Diego, 1976. ISBN 0-89163-021-X
  - Pan Books, London 1978.
  - Scribner’s, 1979.[6]
  - Angus & Robertson, Australia 1984. ISBN 0 207 14679 9
  - ETT Imprint, Exile Bay 2020. ISBN 978-1-92238408-9
  - ETT Imprint, Royal Exchange, NSW 2020. ISBN 978-1-92238459-1 (E-Buch)

Unter dem leicht abweichenden Titel The Clue of the New Shoe erschien der Roman
- - Pan Books, London 1955.
  - F. A. Thorpe, Leicester 1974. ISBN 0-85456-258-3 (Großdruck-Ausgabe)
  - Pan Books, London 1978. ISBN 0-330-10716-X

- Deutschsprachige Ausgaben erschienen unter dem Titel Der neue Schuh.[7]
  - Goldmann, München 1955 = Goldmanns Kriminal-Romane 96.
  - Goldmann, München 1960 = Goldmanns Taschen-Krimi 219.
  - Goldmann, München 1970 = Goldmanns Taschen-Krimi 219, [3. Auflage].[8]
  - Goldmann, München / Krimi-Verlag, Wollerau, 1974. ISBN 3-442-00219-2
  - Goldmann, München 1978 = Goldmanns Taschen-Krimi 219, 5. Auflage.
  - Goldmann, München 1980 = Goldmanns Taschen-Krimi 219, 6. Auflage.
  - Goldmann, München 1989 = Goldmanns Taschen-Krimi 219, 7. Auflage. ISBN 978-3-442-00219-1
  - Goldmann, München 1992 = Goldmanns Taschen-Krimi 219[9]
  - Goldmann, München 1997 = Goldmanns Taschen-Krimi 219[10]

- Eine Ausgabe in Dänisch erschien unter dem Titel: De fire ringe. Wangel, Koobenhavn 1956.[11]